# Типы корпусов микросхем
Корпус интегральной микросхемы (ИМС) — герметичная несущая система и часть конструкции, предназначенная для защиты кристалла интегральной схемы от внешних воздействий и для электрического соединения с внешними цепями посредством выводов.
Для упрощения технологии автоматизированной сборки (монтажа) РЭА, включающей в себя ИМС, типоразмеры корпусов ИМС стандартизованы.
В советских (российских) корпусах ИМС расстояние между выводами (шаг) измеряется в миллиметрах; для корпусов типа 1 и 2 — 2,5 мм, для корпуса типа 3 под углом 30 или 45° и для типа 4 — 1,25 мм.
Зарубежные производители ИМС измеряют шаг в долях дюйма, милах (1/1000 дюйма) или используют величину 1/10 или 1/20 дюйма, что в переводе в метрическую систему соответствует 2,54 и 1,27 мм.
В современных импортных корпусах ИМС, предназначенных для поверхностного монтажа, применяют и метрические размеры: 0,8 мм; 0,65 мм и другие.
Выводы корпусов ИМС могут быть круглыми, диаметром 0,3—0,5 мм или прямоугольными, в пределах описанной окружности 0,4—0,6 мм.
ИМС выпускаются в двух конструктивных вариантах — корпусном и бескорпусном.
При монтаже ИМС на поверхность печатной платы необходимо принять меры по недопущению деформации корпуса. С одной стороны, должна обеспечиваться механическая прочность монтажа, гарантирующая устойчивость к механическим нагрузкам, с другой — определённая «гибкость» крепления, чтобы возможная в процессе нормальной эксплуатации деформация печатной платы не превысила допустимые пределы механической нагрузки на корпус ИМС, влекущей за собой различные негативные последствия: от растрескивания корпуса ИМС с последующей потерей герметичности до отрыва подложки от корпуса.
Кроме того, схема размещения корпусов ИМС на печатной плате, зависящая от конструкции платы и компоновки на ней элементов, должна обеспечить:
- эффективный отвод тепла за счёт конвекции воздуха или с помощью теплоотводов;
- возможность покрытия влагозащитным лаком без попадания его на места, не подлежащие покрытию;
- свободный доступ к любой ИМС для её монтажа/демонтажа.

## Бескорпусные микросхемы и микросборки
Бескорпусная микросхема — это полупроводниковый кристалл, предназначенный для монтажа в гибридную микросхему или микросборку (возможен непосредственный монтаж на печатную плату). Обычно, после монтажа, микросхему покрывают защитным лаком или компаундом с целью предотвратить или снизить влияние негативных факторов окружающей среды на кристалл.

## Корпусные микросхемы
Большая часть выпускаемых микросхем предназначена для отправки конечному потребителю, и это вынуждает производителя предпринимать меры по сохранности кристалла и самой микросхемы. Для уменьшения действия окружающей среды на время доставки и хранения у конечного покупателя, полупроводниковые кристаллы разным способом упаковывают.

### История различных видов корпусов
Самые ранние интегральные схемы упаковывались в плоские керамические корпуса. Такой тип корпусов широко используется военными из-за его надёжности и небольшого размера. Коммерческие микросхемы
перешли к корпусам DIP (англ. Dual In-line Package), сначала изготавливавшимися из керамики, а затем из пластика. В 1980-х годах количество контактов СБИС превысило возможности DIP корпусов, что привело к созданию корпусов PGA (англ. pin grid array) и LCC (англ. leadless chip carrier). В конце 80-х, с ростом популярности поверхностного монтажа, появляются корпуса SOIC (англ. Small-Outline Integrated Circuit), имеющие на 30-50 % меньшую площадь чем DIP и на 70 % более тонкие и корпуса PLCC (англ. Plastic leaded chip carrier). В 90-х начинается широкое использование plastic quad flat pack (PQFP) и TSOP (англ. thin small-outline package) для интегральных схем с большим количеством выводов. Для сложных микропроцессоров, особенно для устанавливаемых в сокеты, используются PGA-корпуса. В настоящее время, Intel и AMD перешли от корпусов PGA к LGA (англ. land grid array, разъём с матрицей контактных площадок).
Корпуса BGA (англ. Ball grid array) существуют с 1970-х годов.
В 1990-х годах были разработаны корпуса FCBGA (BGA, собранная методом перевернутого кристалла англ. flip-chip), допускающие намного большее количество выводов, чем другие типы корпусов. В FCBGA кристалл монтируется в перевёрнутом виде и соединяется с контактами корпуса через столбики (шарики) припоя. Монтаж методом перевёрнутого кристалла позволяет располагать контактные площадки по всей площади кристалла, а не только по краям.
В настоящее время активно развивается подход с размещением нескольких полупроводниковых кристаллов в едином корпусе, так называемая «Система-в-корпусе» (англ. System In Package, SiP) или на общей подложке, часто керамической, так называемый MCM (англ. Multi-Chip Module).

### Корпуса ИМС, производившихся в СССР
ИМС, произведённые в СССР до 1972 года, оформлены в нестандартные корпуса («Посол», «Вага 1Б», «Трапеция», «Тропа» и т. п.); их характеристики приведены в специальной технической документации на них, обычно ТУ.
Корпуса первых советских ИМС соответствовали требованиям ГОСТ 17467-72, который предусматривал четыре типа корпусов:
1. тип 1: прямоугольный с выводами в пределах основания, перпендикулярно ему,
2. тип 2: прямоугольный с выводами, расположенными за пределами основания, перпендикулярно ему,
3. тип 3: круглый с выводами в пределах основания, перпендикулярно ему,
4. тип 4: прямоугольный с выводами за пределами основания, параллельно плоскости основания.

Для обозначения типоразмера корпуса и его конструкции предусматривалось специальное условное обозначение, состоящее из четырёх элементов:
1. цифра, обозначающая тип корпуса,
2. две цифры, от 01 до 99, обозначающие типоразмер,
3. цифра, обозначающая общее количество выводов,
4. цифра, обозначающая номер модификации.

Режим и условия монтажа ИМС в РЭА по ОСТ 11 073.062-2001 (разработан ЦКБ Дейтон), с числом перепаек 2.
Цоколёвка ИМС советских и постсоветских лет выпуска часто совпадала со стандартом прототипов — функциональных аналогов серий 74 или 4000.
Чаще всего, массовые серии ИМС, производившиеся в СССР, были упакованы в следующие типы корпусов:

| - 201.9-1 (полимерный), - 201.12-1 (полимерный), - 201.14-1 и 201.14-12 (полимерный), - 201.14-8 и 201.14-9 (полимерный), - 201.14-10 (металлокерамический), - 201.16-6, - 201.16-13 (металлокерамический), - 238.12-1, - 238.16-1 и 238.16-2 (полимерный), - 238.16-5 (полимерный), - 238.18-13 (металлокерамический), - 238.18-3 (полимерный), | - 238.24-1, 238.24-2, 238.24-6 и 238.24-7 (полимерный), - 301.8-2 (металлостеклянный), - 301.12-2 (металлостеклянный), - 401.14-4 (металлостеклянный), - 1101Ю.7-2, - 1102.8-1, - 1401Ю.5-1, - 1503Ю.11-1, - 1505Ю.17-1 - 2101.8-1 (полимерный), - 2103.16-9 (полимерный), - 2104.12-1 (полимерный), | - 2104.18-3 (полимерный), - 2104.18-1 (полимерный), - 2104.18-6 (полимерный), - 2120.24-1 (полимерный), - 2120.24-5 (полимерный), - 2120.24-6 (полимерный), - 2121.28-12, - 2121.29-1, - 4153.12-1 (полимерный), - М04.10-1 и - Ф08.16-1 |

### BGA (Ball Grid Array)
| Номер SOT | Количество выводов             | Габариты корпуса, особенности                                           |
| --------- | ------------------------------ | ----------------------------------------------------------------------- |
| SOT1018-1 | Корпус содержащий 256 шариков. | Квадратный корпус со стороной 17 мм, высотой 1,95 мм, шаг шариков 1 мм. |

См. также ниже LBGA и LFBGA.

### DBS (DIL Bent SIL)
| Номер SOT | Количество выводов | Габариты корпуса, особенности                                                               |
| --------- | ------------------ | ------------------------------------------------------------------------------------------- |
| SOT157-2  | 9                  | Ширина 4,5 мм, длина 23,8 мм, высота 12 мм, монтажная высота 17 мм, шаг выводов 2,54 мм     |
| SOT523-1  | 9                  | Ширина 2,5 мм, длина 13 мм, высота 14,5 мм, монтажная высота 21,4 мм, шаг выводов 1,27 мм   |
| SOT141-6  | 13                 | Ширина 4,5 мм, длина 23,8 мм, высота 12 мм, монтажная высота 17 мм, шаг выводов 1,7 мм      |
| SOT243-1  | 17                 | Ширина 4,5 мм, длина 23,8 мм, высота 12 мм, монтажная высота 17 мм, шаг выводов 1,27 мм     |
| SOT411-1  | 23                 | Ширина 4,45 мм, длина 30,15 мм, высота 12 мм, монтажная высота 16,9 мм, шаг выводов 1,27 мм |

См. также ниже SIL

### DIL (Dual In-Line)
| Номер SOT | Количество выводов | Габариты корпуса, особенности |
| --------- | ------------------ | --- |
| SOT97-1   | 8                  | 300 мил, плоский прямоугольный корпус (англ. slim corner leads), ширина 0.25", длина 0.375", высота 0.17", шаг выводов 0.1" Совместимость с IEC 050G01, JEDEC MO-001, JEITA SC-504-8 |
| SOT27-1   | 14                 | 300 мил, ширина 0.25", длина 0.75", высота 0.17", шаг выводов 0.1" Совместимость с IEC 050G04, JEDEC MO-001, JEITA SC-501-14                                                         |
| SOT38-1   | 16                 | 300 мил, длинный корпус, ширина 0.25", длина 0.85", высота 0.19", шаг выводов 0.1" Совместимость с IEC 050G09, JEDEC MO-001, JEITA SC-503-16                                         |
| SOT38-4   | 16                 | 300 мил, короткий корпус, плоский прямоугольный корпус, ширина 0.25", длина 0.75", высота 0.17", шаг выводов 0.1"                                                                    |
| SOT146-1  | 20                 | 300 мил, ширина 0.245", длина 1.0525", высота 0.17", шаг выводов 0.1" Совместимость с JEDEC MS-001, JEITA SC-603                                                                     |
| SOT101-1  | 24                 | 600 мил, широкий/длинный корпус, ширина 0.55", длина 1.25", высота 0.2", шаг выводов 0.1" Совместимость с IEC 051G02, JEDEC MO-015, JEITA SC-509-24                                  |
| SOT222-1  | 24                 | 300 мил, узкий/длинный корпус, ширина 0.2555", длина 1.248", высота 0.185", шаг выводов 0.1" Совместимость с JEDEC MS-001                                                            |
| SOT117-1  | 28                 | 600 мил, короткий корпус, ширина 0.55", длина 1.375", высота 0.2", шаг выводов 0.1" Совместимость с IEC 051G05, JEDEC MS-015, JEITA SC-510-28                                        |
| SOT117-2  | 28                 | 600 мил, длинный корпус, ширина 0.5525", длина 1.4375", высота 0.2", шаг выводов 0.1" Совместимость с IEC 051G06, JEDEC MS-011, JEITA SC-510-28                                      |
| SOT129-1  | 40                 | 600 мил, ширина 0.55", длина 2.0475", высота 0.19", шаг выводов 0.1" Совместимость с IEC 051G08, JEDEC MO-015, JEITA SC-511-40                                                       |
| SOT240-1  | 48                 | 600 мил, ширина 0.545", длина 2.44", высота 0.19", шаг выводов 0.1" Совместимость с JEDEC MS-011                                                                                     |

См. также ниже HDIP

### DQFN (Depopulated Quad Flat-pack, безвыводной)
Также, варианты:
DHVQFN (Depopulated Heatsink Very-thin Quad Flat-pack, безвыводной).
DHXQFN (Depopulated Heatsink eXtremely-thin Quad Flat-pack, безвыводной).
| Номер SOT | Количество выводов | Габариты корпуса, особенности |
| --------- | ------------------ | --- |
| SOT762-1  | 14                 | Очень тонкий, с металлической стороной, ширина 2,5 мм, длина 3 мм, высота 1 мм, шаг выводов 0,5 мм Совместимость с JEDEC MO-241   |
| SOT763-1  | 16                 | Очень тонкий, с металлической стороной, ширина 2,5 мм, длина 3,5 мм, высота 1 мм, шаг выводов 0,5 мм Совместимость с JEDEC MO-241 |
| SOT764-1  | 20                 | Очень тонкий, с металлической стороной, ширина 2,5 мм, длина 4,5 мм, высота 1 мм, шаг выводов 0,5 мм Совместимость с JEDEC MO-241 |
| SOT1045-1 | 20                 | Экстремально тонкий, без металлической стороны, ширина 2,5 мм, длина 4,5 мм, высота 0,5 мм, шаг выводов 0,5 мм                    |
| SOT815-1  | 24                 | Очень тонкий, с металлической стороной 3,5 мм, длина 5,5 мм, высота 1 мм, шаг выводов 0,5 мм                                      |

### HBCC (Heatsink Bottom Chip Carrier)
англ. Heat sink — английское название вентиляторного охладителя.
| Номер SOT | Количество выводов | Габариты корпуса, особенности                                                                      |
| --------- | ------------------ | -------------------------------------------------------------------------------------------------- |
| SOT564-1  | 24                 | Квадратный корпус со стороной 4 мм, высота 0,8 мм, шаг выводов 0,5 мм Совместимость с JEDEC MO-217 |

### HDIP (Heat-dissipating Dual In-line Package)
| Номер SOT | Количество выводов | Габариты корпуса, особенности                                      |
| --------- | ------------------ | ------------------------------------------------------------------ |
| SOT398-1  | 18                 | Ширина 6,35 мм, длина 21,55 мм, высота 4,7 мм, шаг выводов 2,54 мм |

### HSOP (Heatsink Small Outline Package)
| Номер SOT | Количество выводов | Габариты корпуса, особенности                                                                                     |
| --------- | ------------------ | --- |
| SOT566-3  | 24                 | Низкопосадочная высота (англ. Low stand-off height), ширина 11 мм, длина 15,9 мм, высота 3,5 мм, шаг выводов 1 мм |

### HTSSOP (Heatsink Thin Shrink Small Outline Package)
| Номер SOT | Количество выводов | Габариты корпуса, особенности                                                                |
| --------- | ------------------ | -------------------------------------------------------------------------------------------- |
| SOT527-1  | 20                 | Ширина 4,4 мм, длина 6,9 мм, высота 1,1 мм, шаг выводов 0,65 мм Совместимость с JEDEC MO-153 |
| SOT1172-2 | 28                 | Ширина 4,4 мм, длина 9,7 мм, высота 1,1 мм, шаг выводов 0,65 мм Совместимость с JEDEC MO-153 |
| SOT549-1  | 32                 | Ширина 6,1 мм, длина 11 мм, высота 1,1 мм, шаг выводов 0,65 мм Совместимость с JEDEC MO-153  |

### HUQFN (Heatsink Ultra-thin Quad Flat-pack, безвыводной)
| Номер SOT | Количество выводов | Габариты корпуса, особенности                              |
| --------- | ------------------ | ---------------------------------------------------------- |
| SOT1008-1 | 60                 | Ширина 5 мм, длина 5 мм, высота 0,6 мм, шаг выводов 0,5 мм |
| SOT1025-1 | 60                 | Ширина 4 мм, длина 5 мм, высота 0,6 мм, шаг выводов 0,5 мм |

### HVQFN (Heatsink Very-thin Quad Flat-pack, безвыводной)
| Номер SOT | Количество выводов | Габариты корпуса, особенности                                                                                                  |
| --------- | ------------------ | --- |
| SOT629-1  | 16                 | Квадратный корпус со стороной 4 мм, высота 1 мм, шаг выводов 0,65 мм Совместимость с JEDEC MO-220                              |
| SOT758-1  | 16                 | Квадратный корпус со стороной 3 мм, высота 1 мм, шаг выводов 0,5 ммm Совместимость с JEDEC MO-220                              |
| SOT758-3  | 16                 | Срезанные углы, упрочненный квадратный корпус со стороной 3 мм, высота 0,9 мм, шаг выводов 0,5 мм Совместимость с JEDEC MO-220 |
| SOT662-1  | 20                 | Квадратный корпус со стороной 5 мм, высота 1 мм, шаг выводов 0,65 мм Совместимость с JEDEC MO-220                              |
| SOT910-1  | 20                 | Ширина 5 мм, длина 6 мм, высота 1 мм, шаг выводов 0,8 мм Совместимость с JEDEC MO-220                                          |
| SOT616-1  | 24                 | Квадратный корпус со стороной 4 мм, высота 1 мм, шаг выводов 0,5 мм Совместимость с JEDEC MO-220                               |
| SOT905-1  | 24                 | Квадратный корпус со стороной 3 мм, высота 0,85 мм, шаг выводов 0,4 мм                                                         |
| SOT788-1  | 28                 | Квадратный корпус со стороной 6 мм, высота 1 мм, шаг выводов 0,5 мм Совместимость с JEDEC MO-220                               |
| SOT617-1  | 32                 | Квадратный корпус со стороной 5 мм, высота 1 мм, шаг выводов 0,5 мм Совместимость с JEDEC MO-220                               |
| SOT617-3  | 32                 | Большой радиатор, Квадратный корпус со стороной 5 мм, высота 1 мм, шаг выводов 0,5 мм Совместимость с JEDEC MO-220             |
| SOT619-1  | 48                 | Квадратный корпус со стороной 7 мм, высота 1 мм, шаг выводов 0,5 мм Совместимость с JEDEC MO-220                               |
| SOT778-3  | 48                 | Квадратный корпус со стороной 6 мм, высота 1 мм, шаг выводов 0,4 мм                                                            |
| SOT778-4  | 48                 | Большой радиатор, Квадратный корпус со стороной 6 мм, высота 1 мм, шаг выводов 0,4 мм                                          |
| SOT684-1  | 56                 | Квадратный корпус со стороной 8 мм, высота 1 мм, шаг выводов 0,5 мм Совместимость с JEDEC MO-220                               |
| SOT804-2  | 64                 | Квадратный корпус со стороной 9 мм, высота 1 мм, шаг выводов 0,5 мм Совместимость с JEDEC MO-220                               |

### HVSON (Heatsink Very-thin Small Outline; No-leads)
| Номер SOT | Количество выводов | Габариты корпуса, особенности                                                                    |
| --------- | ------------------ | ------------------------------------------------------------------------------------------------ |
| SOT908-1  | 8                  | Квадратный корпус со стороной 3 мм, высота 1 мм, шаг выводов 0,5 мм Совместимость с JEDEC MO-229 |
| SOT909-1  | 8                  | Квадратный корпус со стороной 4 мм, высота 1 мм, шаг выводов 0,8 мм Совместимость с JEDEC MO-229 |
| SOT650-1  | 10                 | Квадратный корпус со стороной 3 мм, высота 1 мм, шаг выводов 0,5 мм Совместимость с JEDEC MO-229 |

### HWQFN (Heatsink Very-Very-thin Quad Flat-pack; No-leads)
| Номер SOT | Количество выводов | Габариты корпуса, особенности                                                                      |
| --------- | ------------------ | -------------------------------------------------------------------------------------------------- |
| SOT994-1  | 24                 | Квадратный корпус со стороной 4 мм, высота 0,8 мм, шаг выводов 0,5 мм Совместимость с JEDEC MO-220 |
| SOT1180-1 | 32                 | Ширина 35 мм, длина 65 мм, высота 0,8 мм, шаг выводов 0,4 мм                                       |
| SOT1031-1 | 48                 | Квадратный корпус со стороной 7 мм, высота 0,8 мм, шаг выводов 0.5 мм                              |
| SOT1033-1 | 56                 | Ширина 5 мм, длина 11 мм, высота 0,8 мм, шаг выводов 0,5 мм                                        |

См. также HUQFN, HVQFN и HXQFN.

### HWSON (Heatsink Very-Very-thin Small Outline package; No leads)
| Номер SOT | Количество выводов | Габариты корпуса, особенности                                                                                                   |
| --------- | ------------------ | --- |
| SOT1069-1 | 8                  | Прямоугольный термоустойчивый корпус, ширина 3 мм, длина 2 мм, высота 0,8 мм, шаг выводов 0,5 мм Совместим с JEDEC MO-229       |
| SOT1069-2 | 8                  | Термоустойчивый корпус со срезанными углами ширина 3 мм, длина 2 мм, высота 0,8 мм, шаг выводов 0,5 мм Совместим с JEDEC MO-229 |

См. также HVSON и HXSON.

### HXQFN (Heatsink eXtremely-thin Quad Flat-pack; No-leads)
См. также HUQFN, HVQFN и HWQFN.

### HXSON (Heatsink eXtremely Small Outline Package; No leads)
См. также HVSON и HWSON.

### LBGA (Low-profile Ball Grid Array)
См. также BGA и LFBGA.

### LFBGA (Low-profile Fine-pitch Ball Grid Array)
См. также BGA и LBGA.

### PicoGate
См. также TSSOP и VSSOP.

### PLCC (Plastic Leaded Chip Carrier)
PLCC (Plastic Leaded Chip Carrier) и СLCC (Ceramic Leaded Chip Carrier) представляют собой квадратный корпус с расположенными по краям контактами, предназначенный для установки в специальную панель (часто называемую «кроваткой»). В настоящее время широкое распространение получили микросхемы флэш-памяти в корпусе PLCC, используемые в качестве микросхемы BIOS на системных платах.

### QFP (Quad Flat Package)
QFP (от англ. Quad Flat Package) — семейство корпусов микросхем, имеющих планарные выводы, расположенные по всем четырём сторонам.
Микросхемы в таких корпусах предназначены только для поверхностного монтажа; установка в разъём или монтаж в отверстия штатно не предусмотрен, хотя переходные коммутационные устройства существуют. Количество выводов QFP микросхем обычно не превышает 200, с шагом от 0,4 до 1,0 мм.

### RBS (Rectangular-Bent Single in-line)
См. также SIL.

### SIL(Single In-Line)
См. также DBS и RDS.

### SO (Small Outline)
См. также HSOP.

### TSSOP-I (Thin Shrink Small Outline Package)
См. также HT SSOP.

### TSSOP-II (Thin Shrink Small Outline Package)
См. также HT SSOP и TVSOP.

### XSON (eXtremely thin Small Outline package; No leads)
Примечания:
- Некоторые из приведённых в таблице корпусов известны под названием MicroPak.
- Некоторые из приведённых в таблице корпусов совместимы с NanoStar.
- Корпус с шагом выводов 0,5 мм («стандартный корпус» — 6 выводов) обозначен индексом GM
- Корпус с шагом выводов 0,5 мм («стандартный корпус» — 8 выводов) обозначен индексом GT
- Корпус с шагом выводов 0,5 мм («широкий корпус») обозначен индексом GD
- Корпус с шагом выводов 0,35 мм («короткий корпус») обозначен индексом GF
- Корпус с шагом выводов 0,35 мм, высотой 0,35 мм («короткий и тонкий корпус») обозначен индексом GS
- Корпус с шагом выводов 0,3 мм, высотой 0,35 мм («очень короткий и тонкий корпус») обозначен индексом GN